# Exit音乐出版
株式会社Exit音乐出版（Kabushikigaisha egujitto ongaku shuppan）是一間生產日本電子流行曲的企業，原公司名稱為Exit Tunes和Quake。後來，QUAKE於2011年10月，將商號變更為EXIT TUNES株式会社。Exit音乐出版擁有主要以Trance（トランス）為風格的音樂製作分部——EXIT TRANCE。

## 發展經過

### 動畫系重混的快速堀起
EXIT TUNES最初僅以推出外語電子重混及純電子音樂為主。
動畫主題曲重混系列的作品，始於2007年9月，特色為疾走感強的Trance，Hardcore等相近風格來重混時下耳熟聞長的歌曲。歌唱者本身雖然大多數都非原唱者本人，但也能仿效得唯妙唯肖。當時首張由EXIT TRANCE幹事Ryu☆一力負責的重混動畫專輯「CODE SPEED アニメトランス BEST」為EXIT TRANCE打響了名號，同年12月繼續推出續作「SPEED アニメトランス BEST 2」，自此，QUAKE投放更多資源推出動畫系的Trance Remix作品。

### 題材領域的擴展
由最初主打作TV動畫主題歌「SPEED アニメトランス BEST」，擴展至80年代經典動畫歌「R25 アニメトランス BEST」、NICO網路熱播歌曲「ウマウマできるトランスを作ってみた」、少女戀愛系列ACG主題曲「SPEED アニメトランス BEST EXTACY」、日本卡通主題歌「KIDS TRANCE LAND」、動畫劇場版主題曲「SPEED アニメトランス BEST THE MOVIE」等等，後期甚至發展至動畫以外，例如是 校園歌曲的「学校トランス」、日劇名曲「ドラマチックトランス Memorial 第一話」、廣告歌「CMトランス」、日本經典流行曲「90's J COVERS」等多部系列。

### 更多成員的加入
隨專輯越出越多，Trance的創作範疇更廣泛，並招攬了更多DJ參與編曲，一張專輯的參與成員由最初只有Ryu☆、N.O.-SYO、MK、SHO-YA等數個，後來有源屋、Acid=Stone Valley、Hommarju、B.U.S、Icon、Dizzi Mystica、Starving Trancer、DJ Sa9、Judas、kinoto等人參與，顛峰時期一張20曲的專輯創作人同時達到十多個。而歌手方面，自從森永真由美的加入後，也多了不少同人音樂團體的唱者參與，音域也更廣泛。

### 虛擬人聲（VOCALOID）界的進戰
後來2009年初，QUAKE更以EXIT TUNES名堂進軍VOCALOID界，從眾多網上熱門VOCALOID作家獲得歌曲並發表多張VOCALOID專輯，同年3月推出的首張V曲集合專輯「EXIT TUNES PRESENTS Vocarhythm feat. 初音ミク」廣受好評，於是其後，接續推出一連串以「Vocalo」字首為標題的大熱V曲集（虛擬曲集）合專輯、VOCALOID與NICO有關的歌曲專輯「EXIT TUNES PRESENTS STARDOM」及以V作家（虛擬作家）最新作品系列的「EXIT TUNES PRESENTS Supernova」。同時，EXIT TUNES亦獲得一些如死球P（デッドボールP）、拉瑪茲P（ラマーズP)、azuma、1640mP(164×40mP)、CosMo@暴走P等著名V曲作家的幫助，也為他們發行個人BEST專輯。在2010年春季推出的VOCALOID專輯「EXIT TUNES PRESENTS Vocalogenesis feat. 初音ミク」，更首次奪下Oricon首日及連續幾星期發售排行榜的第一名。

## 後期情況
由于提供的編曲者及唱者的背景資料不足，缺乏討論空間，作品又經常反覆收錄過往的舊曲集成一張Complete Best專輯，專輯出產的密度越來越高但欠缺宣傳，銷售量漸漸每況愈下。
自2010年始，其更因日本音乐市场转变、资源分配等多方面的压力影响，而出现EXIT TRANCE中主干混音成员相继离巢的风波。主成员Ryu☆、Starving Trancer与森永真由美等人，则因忙于发展KONAMI音乐与个人事业等而减少EXIT TRANCE的亮相。这令EXIT TRANCE产量由以往最高峰的每月3-4张Trance专辑，大幅减至数个月1-2张，回到刚起步时的水平。QUAKE目前主要把资源转拨往较受大众欢迎、销售量较高的VOCALOID与同人歌唱的市场发展。时至今天，同人歌唱跟VOCALOID专辑的热情度依然很高，而至2011年，EXIT TRANCE作品几乎全面停产，只剩下动画主题曲每隔一季推出一张。部分重混作家也转而专注QUAKE的内部工作或处理由QUAKE承接的音乐工程，部分亦开始发展其私人事业。像Dizzi Mystica，他便与好友研发了一款名为Soundcell的混音软件，并同时销售自家的混音樣本。
在此风气下，其他编曲成员也逐渐另谋发展。Ryu☆继续在Trance领域上作多方面的创作，而他与伙伴Starving Trancer所创的小组“Another Infinity”，不单在KONAMI打响名号，近期更被邀请参与动画FAIRY TAIL的第9开场主题曲、由Daisy×Daisy演唱的「永久のキズナ」编曲，并连同1640mP(164×40mP)、cosMo＠暴走P等著名VOCALOID作曲家的作品，收录在「永久のキズナ」单曲CD中。而继Icon创立LiLA'c Records后，MK是另一位抽身于EXIT TUNES后主力负责同人组织主要工作的成员；其后更有来自Starving Trancer、mitsu、B.U.S等人以意想不到的别称另创自家同人组织，创作东方、VOCALOID等同人音乐，并在东方及动漫活动场地贩卖及宣传。
直到2015年1月，EXIT TUNES推出「SPEED アニメトランス BEST」系列最後一張「BEST THE FINAL」為名的專輯，正式為這長達七年多的混音系列畫上句號。

## 參與成員一覽

### EXIT TUNES成員
- Syusaku Yoshida （吉田周作）
- KAZUTAKA SUGIMOTO （杉本和貴）
- Tetsuya Ejiri （江尻哲也）
- Takuo Kusume
- Ryu☆／Ryutaro Nakahara （中原龍太郎）
- Kazuki Kobayashi (小林一樹)
- DJ YOSHINORI／Yoshinori Ishida / Tracy （Amateras Records）
- MAYUMI MORINAGA （森永真由美） / senya （幽閉サテライト）
- Starving Trancer / Yusuke Ceo / Xceon / Iceon （幽閉サテライト）
- MK / Masakazu Kageyama / きりん (EastNewSound) / Autobahn （幽閉サテライト）
- Hommarju / でいたらぼっち （幽閉サテライト）
- Judas / Hiroki Otsuka / Hedonist (Delights music)
- mitsu / Mitsu Ishitani / Acid=Stone Valley / M.I.O (Amateras Records) / Sofi (Amateras Records) / HiZuMi （幽閉サテライト） / VALLEYSTONE （Halozy）
- Dizzi Mystica / Toshiyuki Akabane （赤羽俊之）
- Icon / Irus (LiLA'c Records)
- DJ Sa9 / nana (Sevencolors)
- azuma / kinoto
- RTM
- KMA

- B.U.S / Hideki Okada / 四音使 (Fittingroove Records)
- DJ UTO / Kazuhiro Kato （加藤和宏）
- DJ Kyon-C（已退社）
- N.O.-SYO （已退社）
- SHO-YA / Shouya Namai （已退社）

### EXIT TRANCE參與成員名單
- Hommarju (主要成員)
- Dizzi Mystica (主要成員)
- Icon
- MK
- kinoto
- Flash back Dominant
- Acid=Stone Valley
- Ryu*
- Judas

- B.U.S
- DJ Sa9
- Starving Trancer
- N.O.-SYO
- DJ Kyon-C
- 源屋(MINAMOTRANCE) (已退出)
- SHO-YA (已退出)

### EXIT TRANCE 編曲者別名
- KONEKO PROJECT (Ryu☆)
- 社長 (Ryu☆)
- DJ KYO-TO (Ryu☆)
- Another Infinity (Ryu☆ + Starving Trancer)
- HIRO's ALLIANCE (DJ UTO)
- Cubby-S (N.O.-SYO)
- Cubby-SX (N.O.-SYO)
- PROJECT.S (SHO-YA)
- P.T.A (SHO-YA)
- S.J.N (SHO-YA)
- KEY TACK BOO (Icon)
- LASER BEAM (Icon)
- MEMORIES (Hommarju)
- Purple Planet (Hommarju)
- Helvetia (Hommarju + DJ Sa9)
- Alex Contact (MK)
- FREEDOM (MK)
- Digital Stone (MK)
- Black Man (MK)
- Perfect Stream (MK)
- DJ KIYOSHI VS REIKO (MK)
- Sinon (Judas)
- 2dholik (Judas)
- mitsu (Acid=Stone Valley)
- DJ東海 (Acid=Stone Valley)
- DJ NIT-CHOCK (Acid=Stone Valley)
- Native Flog (Acid=Stone Valley)
- Mitchy (Acid=Stone Valley)
- Booing Day (DJ Sa9)
- Disco Da Gama (Dizzi Mystica)
- S-Mushroom (kinoto)
- Rev (kinoto)
- DJ-YAJIMA (kinoto)
- Signal+K (kinoto)
- alphacist (kinoto)
- plasma (kinoto)
- plazma (kinoto)

## EXIT TRANCE系列歌唱者一覽

### 女聲唱者
- MAKI [CV: MAYUMI MORINAGA（页面存档备份，存于）（森永真由美）]
- YURiE [CV: YURIE ISHIBASHI （石橋由利恵）]（主唱者）
- KANA [CV: MASUMI ASANO（页面存档备份，存于） （浅野真澄）]（主唱者）
- R.Cena  [CV: KANAE ASABA （浅場佳苗）]（主唱者）
- Latte（主唱者）
- 405（主唱者）
- mi-mi（主唱者）
- puchi [CV: MAKI INOUE（页面存档备份，存于） （井上真希）]（主唱者）
- yumemi [CV: ゆき(東方歌宴郷)]（主唱者）
- maburu-choko（主唱者）
- SAYURI（主唱者）
- Natsuhi [CV: YOKO NATSUKAWA（页面存档备份，存于） (夏川陽子)]（主唱者）
- si-na（主唱者）
- mai [CV: MAI YAZIMA（页面存档备份，存于） (矢島舞依)]
- MFMW
- Haruka
- 猫体質
- 伍猫
- ゆーじ
- Nahoko
- 慧
- さつき
- PRIM [CV: MAYUMI MORINAGA]
- PXJ [CV: MAYUMI MORINAGA]
- mizuki
- madoka
- mamiko
- JJ
- yuno
- CAMRY [CV: YUKARI HYOUGO（页面存档备份，存于）（兵庫ゆかり）]
- KYOKO (Latte)
- Sugar!! (Latte)
- xue
- Ma15 [CV: MAI KAMO（愛原千尋）]
- salamander GOTOH
- erena
- ちゅーにゃん
- cherry
- himi*mai
- mun-mu
- lyon [CV: 愛原佑季]
- YAH
- PECO
- Ricco
- Helium-Chang
- MOMO
- b (Delights music)
- misaki
- Nanaki [CV: 実谷なな]
- 棒歌ロイド
- RinK [OS:鏡音リン] (Crypton（页面存档备份，存于）)
- ミッヒ / MicH [OS:初音ミク] (Crypton（页面存档备份，存于）)
- たまゆら
- Mirin [CV: 古川未鈴（页面存档备份，存于） of ディアガールでんぱ組]
- PIROCO
- NANO [CV: 葉月なの / nayuta（页面存档备份，存于） of EastNewSound（页面存档备份，存于）
- Florence (Infinity Inc.（页面存档备份，存于）)
- KEIKO
- chum

### 男聲唱者
- TAKANORI [CV: TAKANORI SUGA (菅 孝訓)]
- hideki [CV: HIDEKI NISHIURA (西浦秀樹)]（主唱者）
- Yusuke [CV: YUSUKE CEO]（主唱者）
- Bavil
- LTT
- 桜井三郎
- 徹
- Ryo
- る～と
- YUKI
- YOZU / YASUKE
- Cobalt
- TAKI
- TAKOSAKU
- Black Rabbit
- Takamori
- Ri-nyo
- 友喜
- SHUN [CV: HIGUCHI SHUNSHI]
- zaki
- Thunder Ace
- TAKU [CV:クボタン]
- potei
- raita
- NON
- nordloid
- Prince
- TEACHER
- Technic [CV:SHIRAKAWA]
- NINE [CV:YASUHIRO KAI]

## 爭議

### 專輯的爭議
- 2008年間, 在「ウマウマできるトランスを作ってみた」系列出產之前，曾經推出過一輯名為「ニコニコできるトランスを作ってみた」的專輯，其CD封面與ウマウマ首作幾乎一樣，內容同為ニコ網熱播的歌曲，但只有16首。然而據聞因其專輯名字「ニコニコ」涉及版權問題而中止出產，公式頁內亦把此專輯一同剔除, 並之後改以「ウマウマ」推出一輯共20曲的替代。

- 「EXIT TRANCE PRESENTS 萌えJ-POP」於2010年8月推出，其內容從來沒有在EXIT TUNES公式頁上被發佈過，原因不明，該專輯亦是包含YUKI及xue獻唱的最後作品

- 自「SPEED アニメトランス BEST 14」開始,  所有歌曲名字內的英文字母統一以全大階顯示，直至「SPEED アニメトランス BEST 19」才有一首是以大小階顯示：08. 始まりのResolution / Hommarju feat.yumemi

## 相關連結
- （日語）アニメトランス 主頁（页面存档备份，存于）
- （日語）EXIT TUNES 主頁（页面存档备份，存于）
- （日語）EXIT TUNES 專輯一覽（页面存档备份，存于）
- （日語）Ryu☆ 個人專頁（页面存档备份，存于）
- （日語）Another Infinity 專頁（页面存档备份，存于）